# Florisuga
Florisuga – rodzaj ptaków z podrodziny topazików (Florisuginae) w rodzinie kolibrowatych (Trochilidae).

## Zasięg występowania
Rodzaj obejmuje gatunki występujące w Meksyku, Ameryce Centralnej i Południowej.

## Morfologia
Długość ciała 11–13 cm; masa ciała samców 7,4–9 g, samic 6–7 g.

## Systematyka

### Etymologia
- Florisuga: łac. flos, floris „kwiat”; sugere „ssać”[6].
- Melanotrochilus: gr. μελας melas, μελανος melanos „czarny”; rodzaj Trochilus Linnaeus, 1758 (koliber)[7]. Gatunek typowy: Trochilus fuscus Vieillot, 1817.
- Eulampis: gr. ευλαμπης eulampēs „jasno lśniący”, od ευ eu „piękny”; λαμπης lampēs „słońce”[8]. Gatunek typowy: Trochilus fuscus Vieillot, 1817.

### Podział systematyczny
Do rodzaju należą następujące gatunki:
- Florisuga mellivora (Linnaeus, 1758) – nektareczek błękitny
- Florisuga fusca (Vieillot, 1817) – nektareczek czarny